# 台東糖廠池上糖漿廠
台東糖廠池上糖漿廠為隸屬在台東糖廠旗下的製糖原料先期製成工廠，其廠區坐落在臺灣臺東縣池上鄉南邊，是花東縱谷臺東南端上唯一的糖漿製成工廠。
目前該工廠已停止製造糖漿、轉為台糖池上廠，而原池上牧場部份則轉為觀光休閒渡假村。

## 沿革

### 日治時期
池上糖漿廠在臺灣日治時期間為台東開拓株式會社的移民適居地以及台灣拓殖株式會社的私有地。

### 戰後
二戰後，原台灣拓殖株式會社的會社私有地收歸臺灣省政府所有，並將355公頃溪埔地劃歸池上農場，由台糖經營。轉為農場初期，1968年，池上農場經營種植製糖原料甘蔗的業務，並且在當時將初始收成之甘蔗利用糖廠火車運送到台東糖廠進行砂糖製成。
民國68年（1981年），台糖為配合臺灣省政府開發東部政策，亦考量維持台東糖廠適中之開工天數，並縮短製糖原料的運輸距離來降低製糖成本，因此利用屏東糖廠拆卸之機械，與台東農場換地，建立池上糖漿廠。廠區規劃日壓1,500公噸之糖漿工廠一座。讓甘蔗先經過壓榨與清淨處理並經濃縮至糖漿後，先運至臺鐵池上車站，其之間的運輸軌道路線命名為台東糖廠池上工場線，屬於普通專用側線，全長3.8公里。當糖漿送至池上車站後，由臺鐵臺東線台東糖廠進行結晶、分蜜程序製成砂糖。
池上糖漿工廠廠區建設工程在民國69年（1982年）12月工廠竣工，並於隔年民國70年（1983年）1月16日正式開始進行糖漿製成業務，池上糖漿工廠的首任工廠主任為羅春福，其首批工廠新進工作人員共70人，並且初期工作天數為一年開工四期。
糖漿原料的甘蔗種植區域從臺東縣關山、池上地區一路延伸至花蓮縣玉里、富里兩地區，第一年開工期間，日壓榨甘蔗原料量1,500公噸，日產糖漿314公噸，使台東廠開工總日數降為141天。
此後因國際糖價低靡、人口老化和外流等因素，約耕面積驟減，導致後來工廠一年僅開工二期，讓製造糖漿之成本大增、利益遽降。最終池上糖漿廠於民國75年（1986年）結束糖漿製造業務並關廠，其所剩下至未製成原料則改轉運至花蓮糖廠與台東糖廠繼續進行砂糖製成；而原廠址工廠部分設備搬遷至花蓮及台東糖廠，廠區種植甘蔗部分便改為飼養肉牛的牧場。

### 現今
民國83年（1994年），池上牧場再轉型成為渡假村，命名為池上牧野渡假村。
民國89年（2000年），池上牧野渡假村為凸顯其特色，因此引進多項代表蒙古文化意象的文物與設施，包括設立17座做為住宿設施的蒙古包、蒙古部落旗幟、以地面為棋盤的蒙古象棋、需由20多隻馬匹拖行的蒙古戰車、以及蒙古勇士表演節目等設施。 
民國92年（2003年），臺灣因SARS疫情嚴重、連臺北市立動物園所飼養之動物都無法倖免，鑒於當時政府重要行政機關正、副首長都有分開上班的規劃，因此，為了避免動物間的傳染，臺北市立動物園與台糖合作，將園內8種草食性動物包含侏儒河馬、蒙古野馬、弓角羚羊、查普曼斑馬、駱馬、斑哥羚羊、雙峰駱駝、伊蘭羚羊與鴯鶓等，部分移往池上牧野渡假村進行隔離飼養，而動物之所有權仍屬園方。後台糖有意將池上牧野渡假村轉化為動物園供遊客觀賞，然因自臺北市立動物園遷移來的動物類種再加上原有的馬匹、羊群、梅花鹿以及放牧的牛群等動物數量依舊太少，勾勒不成動物園規模，於是僅能維持現狀、保存動物生命，供地方做戶外教學之用。

## 園區配置
- 轉型為池上牧野渡假村後的園區配置[1]

### 不開放區
台糖池上廠區、廢棄糖漿廠區

### 度假村區
小塞北蒙古包、放牧區、住宿區、展示區、烤肉區、遊戲區、販賣部、交誼廳、大型豪華餐廳。

## 圖集

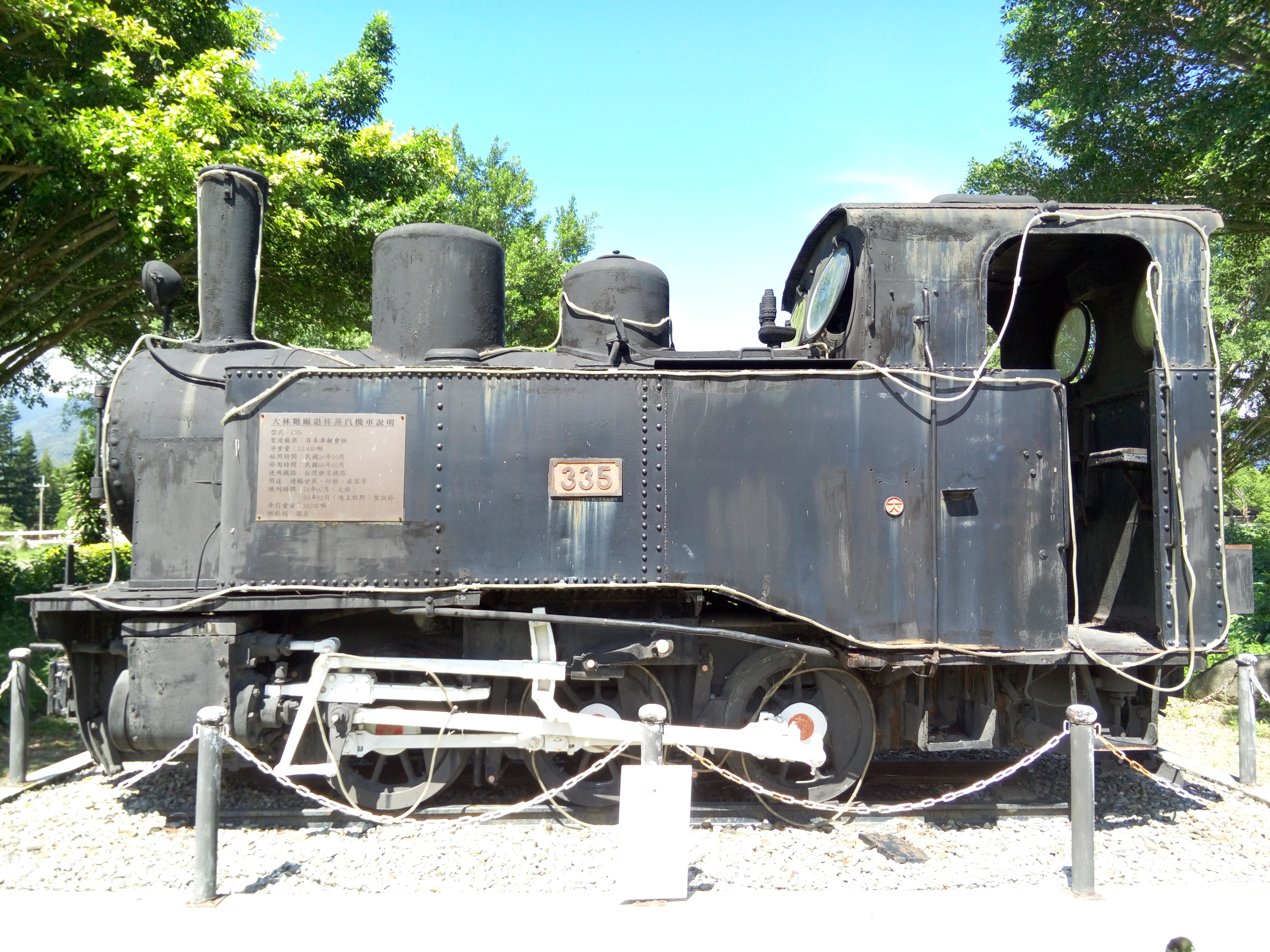
池上糖漿廠運輸用火車頭，目前陳列於池上牧野渡假村中。
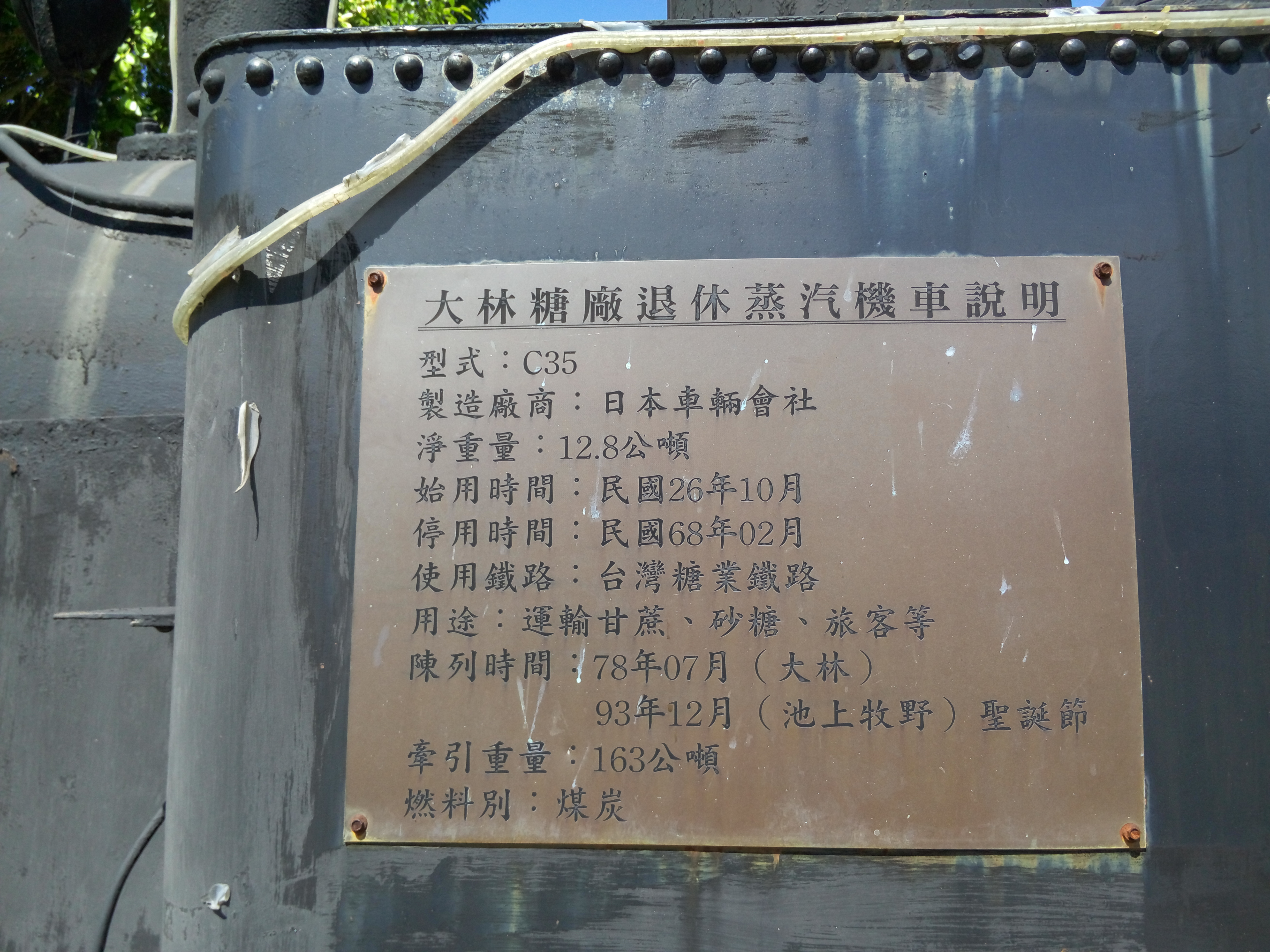
糖鐵運輸火車頭資訊板
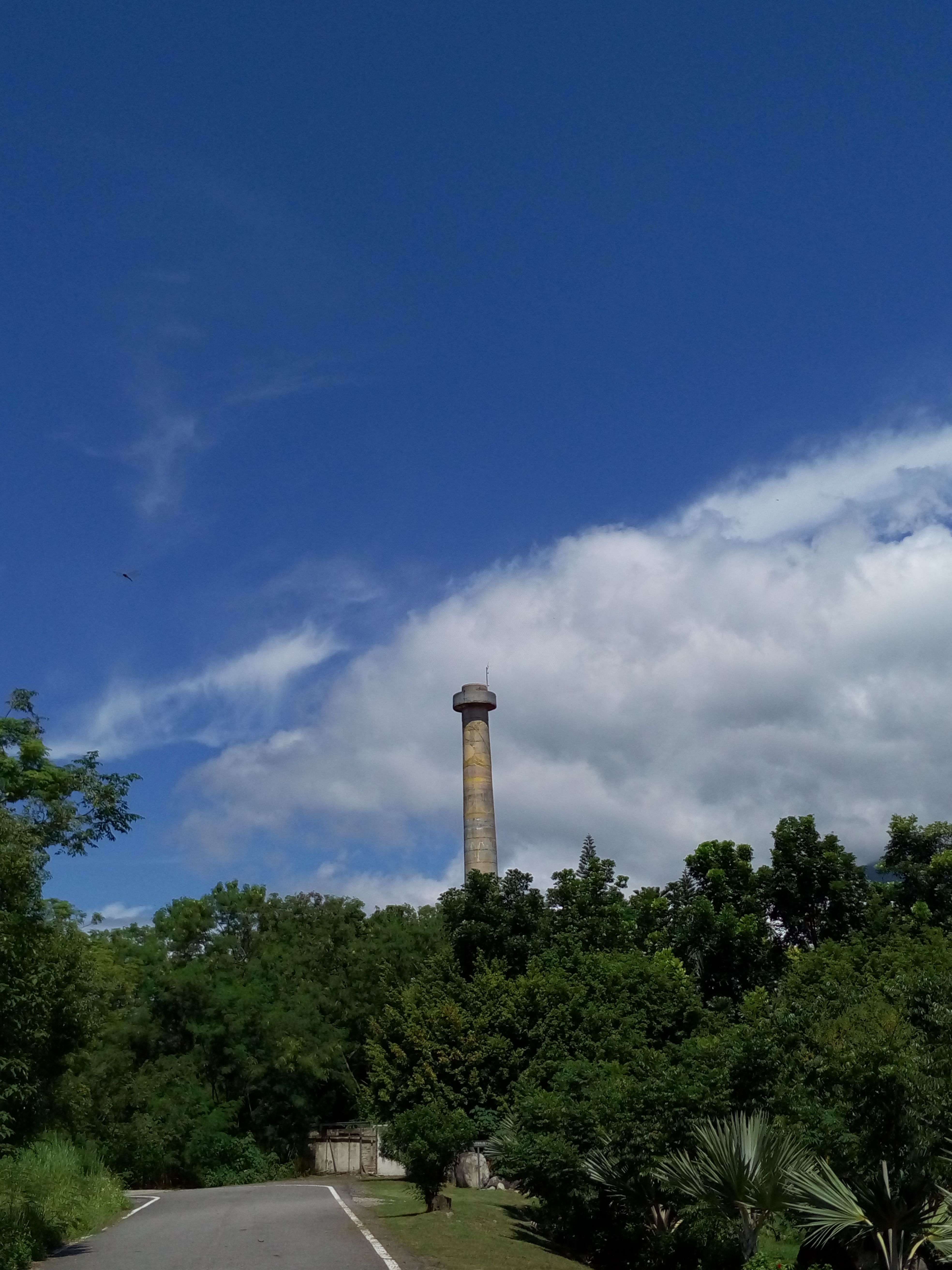
自日暉國際渡假村大門池上糖漿廠煙囪
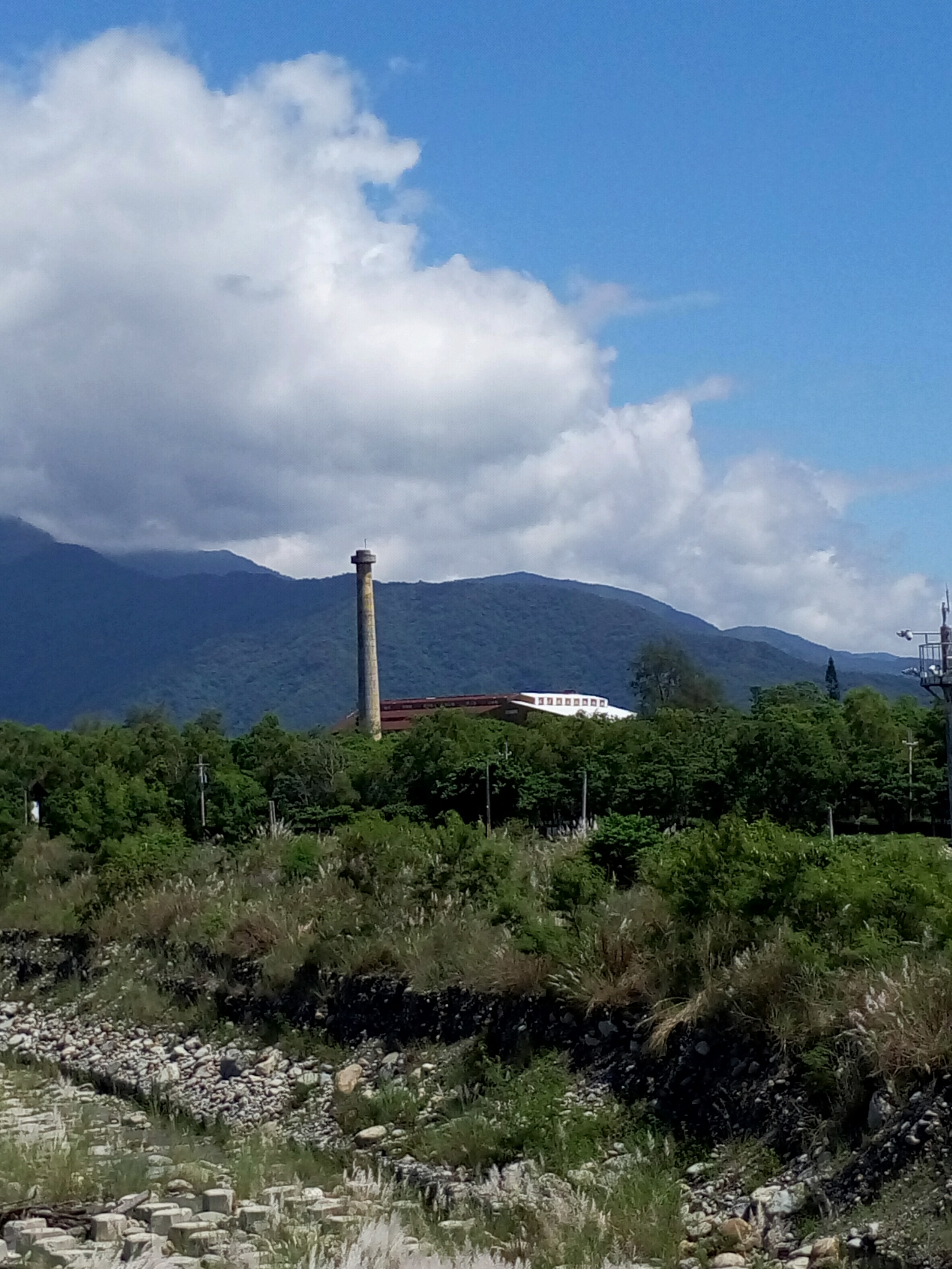
自池上大橋上遠觀池上糖漿廠
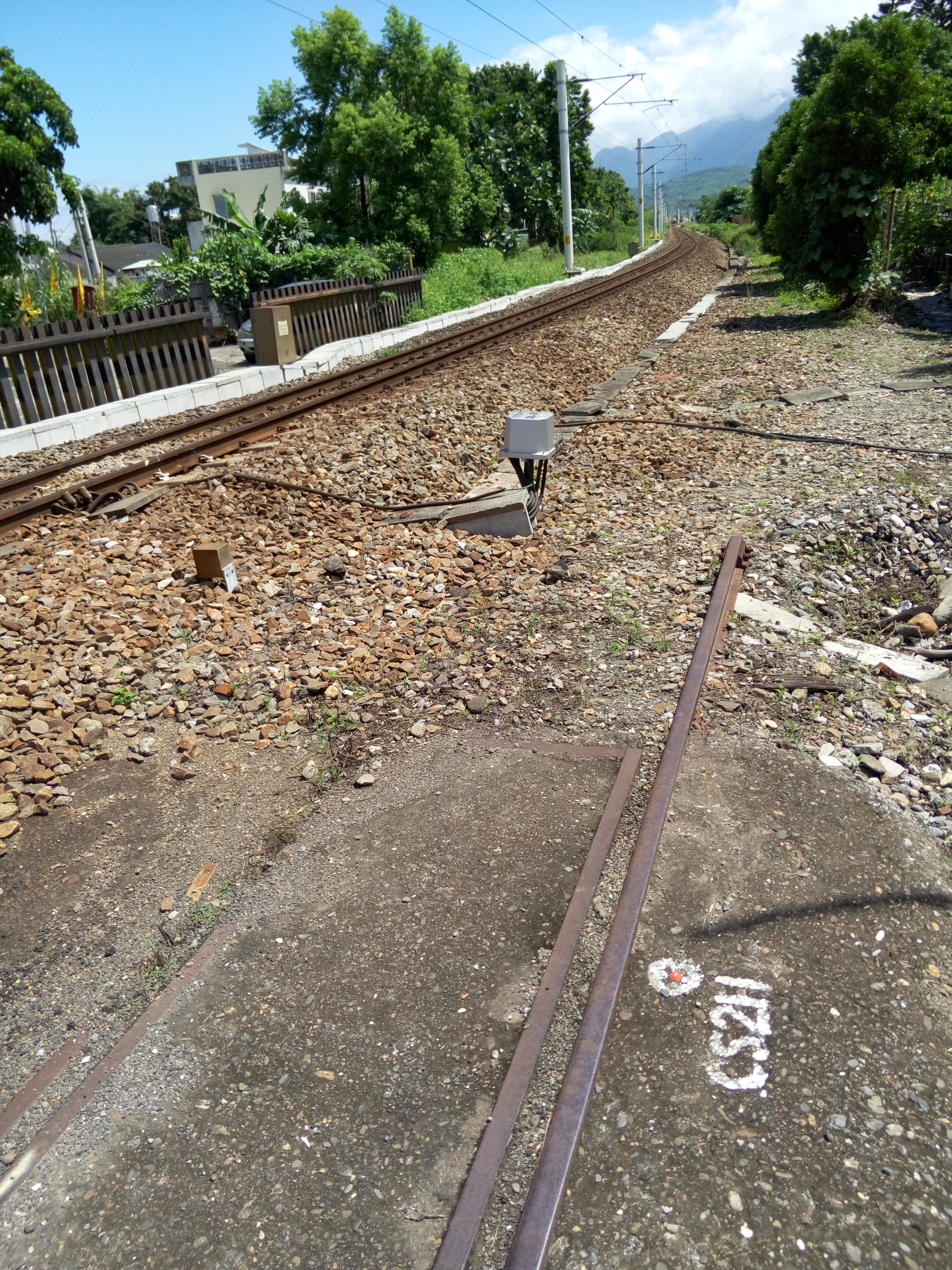
位在池上市區中西一路平交道上的舊糖鐵路線《台東糖廠池上工場線》遺址，目前該線皆已拆除，僅留下少部分路線尚能辨識。

## 周遭景點
- 大坡池
- 池上圳進水口公園
- 南橫公路
- 伯朗大道

## 資料來源
1. 1 2 3 4 5 6 7 8 9 10 11  . 臺東縣文化磐石.   [2015-08-29] （中文（臺灣））.[永久]
2. 1 2 3 4 5 6  黃家榮. . 花蓮阿榮的花蓮人文、美食情報情報站. 2011-01-15  [2015-08-29]. （原始内容存档于2016-03-05） （中文（臺灣））.
3. ↑  《專用側線及站外側線名稱表》第113頁，民國78年8月15日。
4. 1 2 3  . 交通部觀光局花東縱谷國家風景區管理處.   [2015-08-29]. （原始内容存档于2015-09-24） （中文（臺灣））.
5. ↑  . 中華民國行政院. 2014-02-26  [2015-08-29]. （原始内容存档于2015-09-24） （中文（臺灣））.